# A Hipstory
A Hipstory er en kortfilm instrueret af Heidrik á Heygum efter manuskript af Heidrik á Heygum, Sissel Dalsgaard Thomsen og Jacob Katz Hansen.

## Handling
Ingunn er en ung kvinde fra Færøerne, der er flyttet til storbyen København, hvor hun desperat prøver at passe ind i det hippe clubbing miljø. Hun tager i byen med sin færøske kusine, som allerede er dybt inde i miljøet og som derfor giver hende instrukser i, hvordan hun skal opføre sig i nattens maskeradebal. Men måske er den maske, som Ingunn har iklædt sig, alligevel for tung at bære?